# V10 엔진

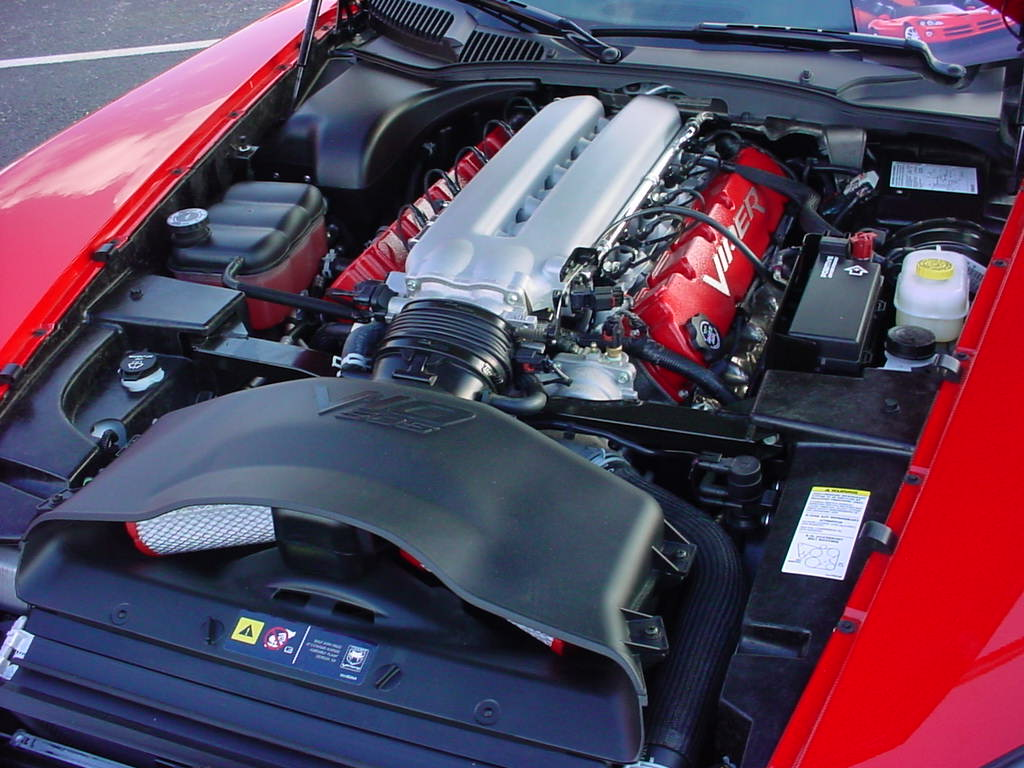

V10 엔진(영어: V10 engine)은 실린더가 공통 크랭크 샤프트 주위에 V 구성으로 배열된 10기통 피스톤 엔진이다.
V10 엔진은 V8 및 V12 엔진보다 훨씬 덜 일반적이다. 1965년부터 여러 V10 디젤 엔진이 생산되었으며, 공도용 V10 가솔린 엔진은 1991년 닷지 바이퍼가 출시되면서 처음으로 생산되었다.

## 디자인
V10 구성은 완벽한 엔진 밸런스를 가지지 못하고 있다. 불균형 로킹 커플은 5기통 직렬 엔진으로 작동하는 각 실린더 뱅크에 의해 발생하기 때문이다. 따라서 밸런스 샤프트는 때때로 V10 엔진의 진동을 줄이기 위해 사용한다.

## 디젤 엔진
최초의 알려진 V10 엔진 중 하나는 1936년 Busch-Sulzer ICRR 9201 프로토타입 기관차에 사용되었으며,이 중 세 가지 사례가 미국에서 생산되었다.
1965년~1984년 Leopard 1 장갑차는 MTU MB 838 CaM 500 37.4 L (2,282 cu in) V10 디젤 엔진으로 구동되었다.
1983년에 출시된 타트라 815 트럭은 15.8 L (964 cu in) V10 엔진과 함께 사용할 수 있다.
폭스바겐 V10 TDI는 폭스바겐 Phaeton 고급 세단 및 폭스바겐 Touareg SUV에 사용하기 위해 2002년~2010년에 생산된 터보 차저 V10 엔진이다.
다임러-벤츠는 1970년대~1980년대에 메르세데스-벤츠 NG 및 네오플란 버스 차종의 V10 디젤 엔진 모델 3종 (OM403, OM423 및 OM443)을 생산했다.
4개의 일본 상용차 제조업체 (이스즈, 히노 자동차, 미쓰비시 후소 트럭 및 닛산 디젤)는 1970년~2000년대에 대형 트럭과 코치용 V10 디젤 엔진을 생산했다.

## 가솔린 엔진

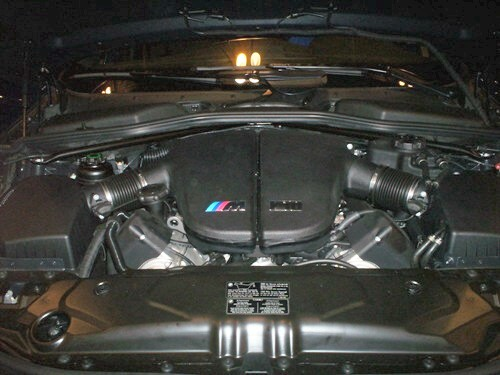
BMW S85 엔진

### 생산형 차종
V10 엔진은 V8 엔진 및 V12 엔진보다 덜 일반적이지만 여러 고급 차종, 스포츠카 및 상용차에 사용되었다. 1987년 람보르기니 P140에는 초기 V10 가솔린 엔진이 사용되었지만 프로토타입 스포츠카는 생산에 도달하지 못하였다.
가솔린 V10 생산형 엔진의 예는 다음과 같다:
- 1991년~2017년 닷지 바이퍼 엔진
- 1994년~2003년 크라이슬러 매그넘 V10
- 1997년~현재 포드 Triton 엔진
- 2003년~현재 람보르기니 V10[6]
- 2003년~2007년 포르쉐 카레라 GT 엔진
- 2005년~2010년 BMW S85
- 2006년~현재 아우디 V10 FSI[7]
- 2008년~2010년 아우디 V10 TFSI
- 2009년~2012년 토요타 1LR-GUE[8][9][10]

### 모터 레이싱
모터 레이싱으로 설계된 최초의 알려진 V10 엔진 중 하나는 1986년 알파 로메오가 제작한 3.5 L (214 cu in) 프로토타입 포뮬러 원 엔진이었다.
가장 널리 사용되는 V10 엔진은 포뮬러 원 레이싱이었다. 1988년 이후 터보차저 엔진 사용이 금지된 이후 최초의 V10 포뮬러 원 자동차는 1989년 맥라렌 MP4/5 및 Williams FW12였다. 1996년에는 배기량이 3.5에서 3.0 L (214에서 183 cu in)로 감소한 후 1996년 시즌까지 대부분의 팀에서 V10 엔진을 사용했다. V10은 V8의 낮은 무게와 V12의 높은 출력 사이에서 가장 좋은 절충안으로 보인다.  르노 F1은 2002년과 2003년에 더 평평한 110 ° 각도를 사용했지만 엔진이 두 번의 레이스 주말 동안 지속되어야 한다는 규칙 변경에 따라 더 일반적인 72 °로 되돌아갔다. 규칙에 대한 추가 변경으로, V10은 2.4 리터 V8을 선호하여 2006년 포뮬러 원 시즌부터 금지되었다.
스포츠카 경주에서 최초의 V10 엔진은 1990년 포뮬러 원 시즌의 마지막 두 번의 레이스에서 푸조 905에 의해 사용되었다. 그 뒤를 이어 1991년 시즌 동안 여러 팀이 사용하는 Judd GV10 엔진과 시즌 마지막 레이스에서 데뷔한 토요타 TS010이 이어졌다. 아우디 R15 TDI는 터보 차저 디젤 V10 엔진을 사용하여 2009년과 2010년 다양한 내구 레이스에 출전한 르망 프로토타입 (LMP) 레이싱카였다. 2010년 아우디 R15 TDI는 르망 24시의 현재 거리 기록을 경신하였다.

### 상용차
블루 버드 코퍼레이션은 두 가지 V10 엔진 옵션 (모두 포드 트리톤 장치)이 있는 비전 스쿨 버스를 제공한다.원래는 Ligier 포뮬러 원 팀을 위해 의도된 이 파트너십은 어떤 레이스에서도 엔진을 사용하지 않고 무너져 버렸다. 알파 로메오는 1998년에 두 대의 알파 로메오 164 프로 카 프로토타입에 엔진을 장착했지만 이 자동차는 어떤 경주에서도 경쟁하지 않았다.

## 같이 보기
- 10기통 수평대향 엔진